# (3723) Voznesenskij
(3723) Voznesenskij (1976 GK2) – planetoida z grupy pasa głównego asteroid okrążająca Słońce w ciągu 3,39 lat w średniej odległości 2,26 j.a. Odkrył ją Nikołaj Czernych 1 kwietnia 1976 roku.